# Giclée

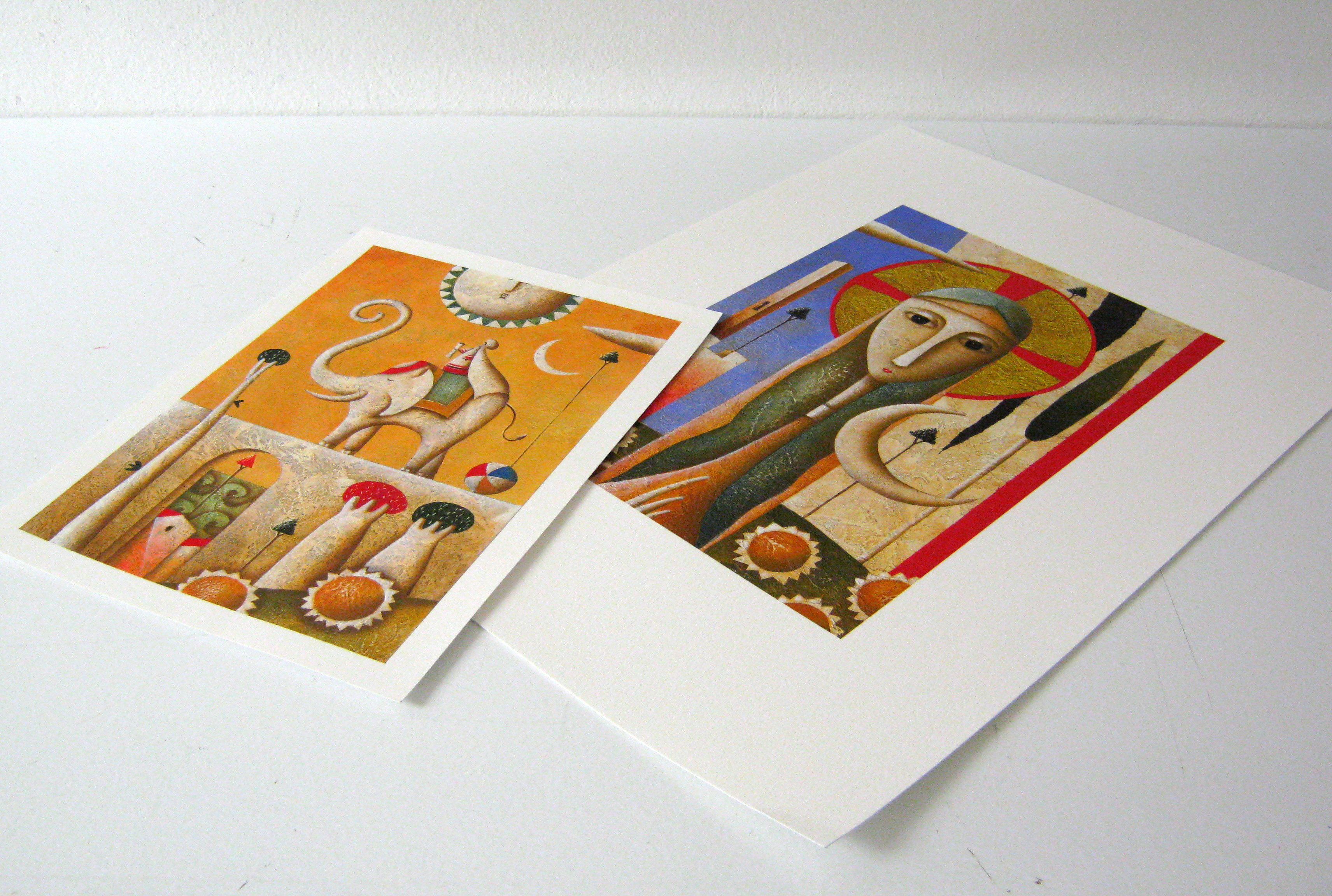
Carlo Mirabasso, 2011, Beispiele für Giclée-Drucke

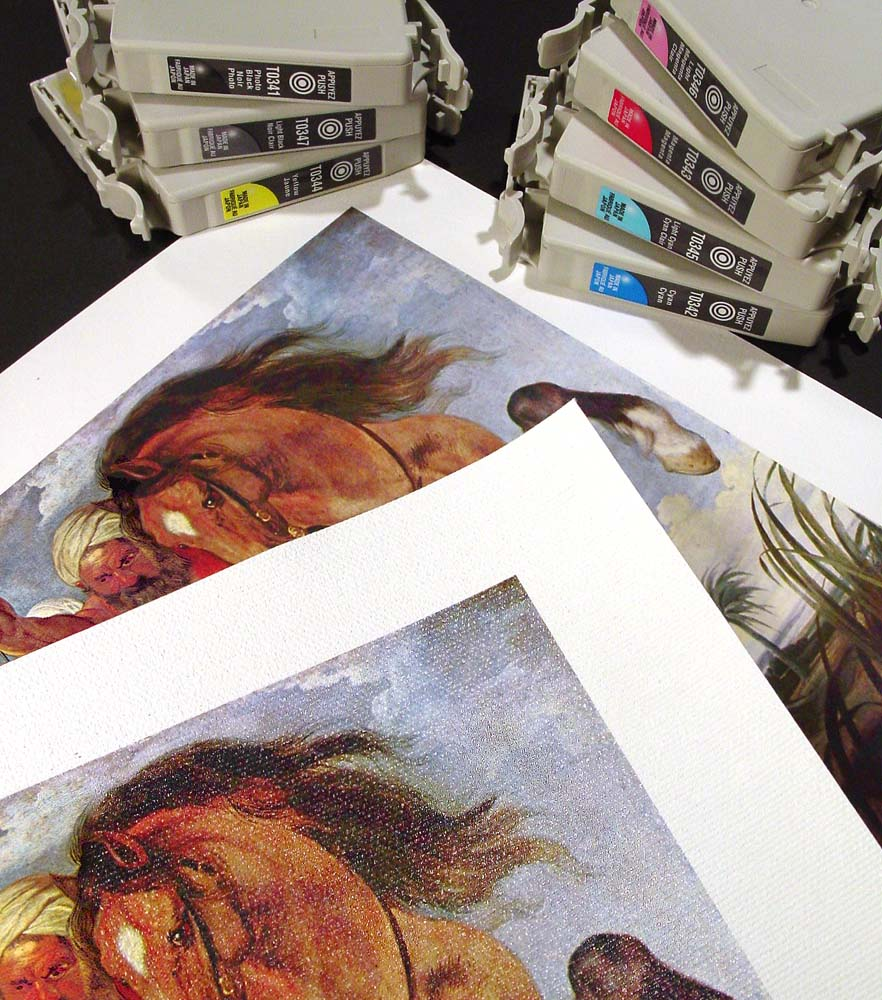
Giclée-Drucke (vorn auf Papier mit Leinenstruktur)

Als Giclée ([ʒiˈkleː]) wird das Ausdrucken von großformatigen, künstlerischen, digitalen Bildern mit Tintenstrahldruckern bezeichnet.
Die Bezeichnung ist abgeleitet von französisch gicler für „spritzen, sprühen“ und wird gelegentlich auch anglifiziert als giclee verwendet. Sie wurde erstmals für die „Iris-Drucke“ (nicht zu verwechseln mit den „Iris-Drucken“ der Hochdruck-Technik) verwendet, die in den frühen 1990er Jahren auf dem Scitex-Drucker Iris Model Four gedruckt wurden. Er war auf die Ausgabe von Probedrucken spezialisiert, mit denen Bilder vor der Massenproduktion begutachtet wurden.
Giclée steht allgemein für hochaufgelöste, großformatige Ausdrucke auf Tintenstrahl-Druckern mit lichtechten farbstoff- oder pigmentbasierten Tinten. Bei diesen Drucken werden üblicherweise sechs bis zwölf verschiedene Farben verwendet.
Obwohl diese Art Ausdrucke zunächst nur für Testzwecke gedacht war, verwenden viele Künstler und Fotografen Tintenstrahldrucker inzwischen als eine Alternative zur Lithographie bei der Herstellung kleinerer Auflagen oder Reproduktionen. Die Kosten sind bei kleineren Stückzahlen viel geringer als bei anderen Herstellungstechniken.
Bekannte Hersteller von Druckern für Giclée-Drucke sind Canon, Eastman Kodak, Hewlett-Packard, Seiko und Epson.